# Metro v Lille
Metro v Lille (francouzsky: Métro de Lille) tvoří základ městské hromadné dopravy v Lille. Do provozu bylo uvedeno 23. dubna 1983 a bylo to první metro, které využívalo systému VAL (francouzsky: véhicule automatique léger).
Metro je součástí kombinovaného systému veřejné dopravy obsahující kromě metra ještě autobusovou a tramvajovou dopravu. Tento systém pokrývá celou metropolitní oblast kolem Lille a je provozován firmou Transpole.

## Historie

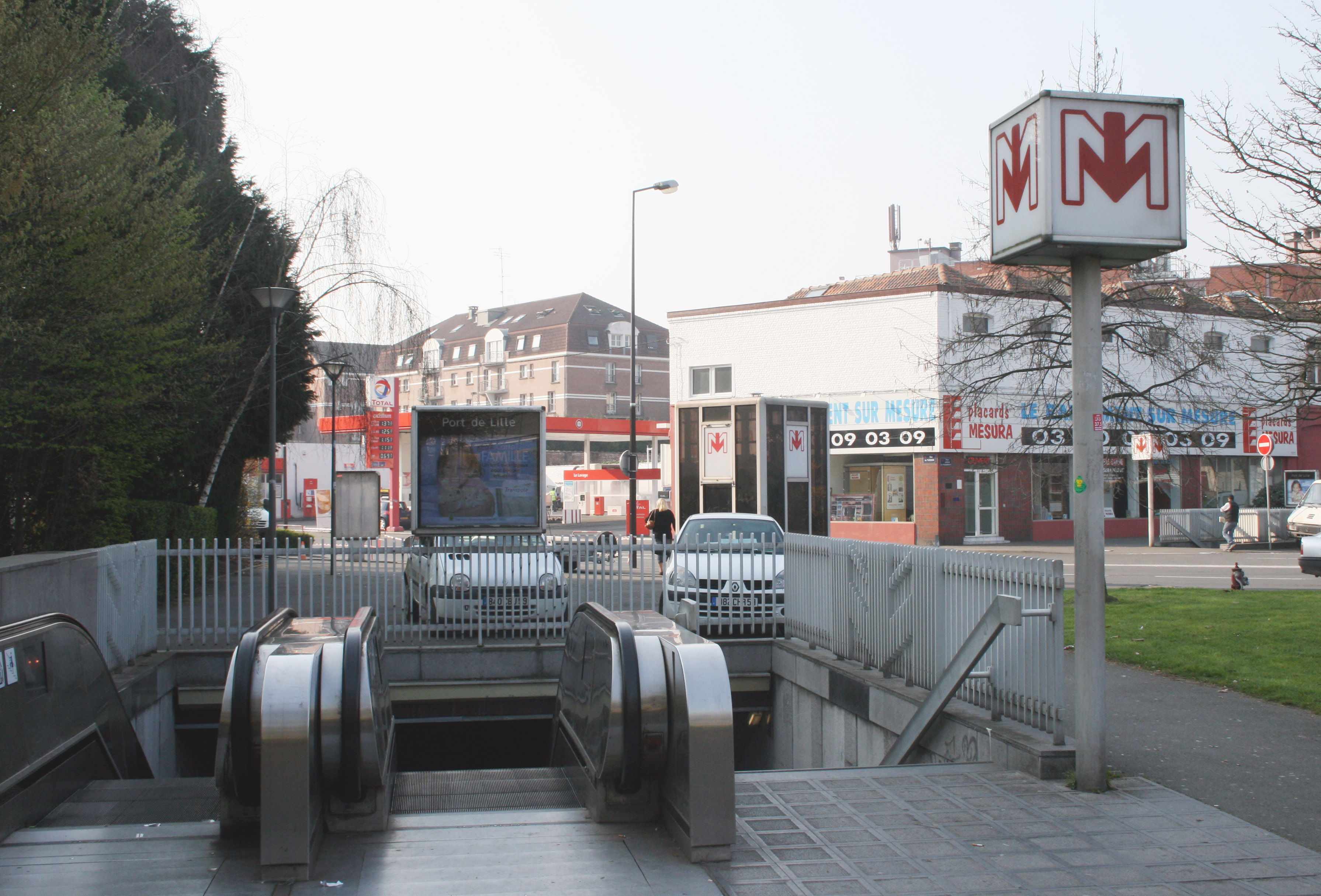
stanice Port de Lille

Výstavba začala v roce 1978 a první linka byla slavnostně uvedena do provozu 25. dubna 1983. Jednalo se o úsek mezi stanicemi 4 Cantons a République. 2. května 1984 byla otevřena linka 1. Měla celkem 18 stanic a měřila 13,5 km, z čehož 8,5 km bylo v podzemí. Linka vedla ze stanice CHR B Calmette do stanice 4 Cantons. Trasou procházela skrz Gare de Lille Flandres. Všechny stanice mají mezi nástupištěm a vlakem dveře.
3. dubna 1989 byla otevřena Linka 2. 27. října 2000 dosáhla trasa stanicí CH Dron blízkosti belgické hranice. Linka má celkem 43 stanic a je 32 km dlouhá.

## Provoz
Vlaky jsou 2 metry široké a 26 m dlouhé (dva spojené vozy) a jezdí na kolech s gumovou obručí. Nástupiště jsou 56 metrů dlouhá. To je dostatečná délka na dva vozy. V jednom voze je možné přepravovat 156 pasažérů.
Metro je v provozu od 5:00 ráno do půlnoci. Vlaky jezdí v rozmezí 1,5 – 4 minut (66 sekund ve špičce) a v rozmezí 6 – 8 minut brzy ráno a večer. V neděli jezdí vlaky každých 2 – 6 minut. Jednosměrná jízdenka stojí €1.40.